# کودکان لوللیلاکو
کودکان لوللیلاکو که با عنوان «مومیایی‌های لوللیلاکو» نیز شناخته می‌شوند، مومیایی‌های سه کودک اینکا هستند که در ۱۶ مارس ۱۹۹۹ توسط جان رینهارد و تیم باستان‌شناسی او در نزدیکی قله لوللیلاکو، یک استراتوس آتشفشانی ۶٬۷۳۹ متری در مرز آرژانتین و شیلی کشف شدند. این کودکان در یک آیین مذهبی اینکا که حدود سال ۱۵۰۰ برگزار شد، قربانی شدند. در این آیین، به این سه کودک موادی خورانده شد، سپس آنها را داخل یک محفظهٔ کوچک به اندازه ۱٫۵ متر در زیر زمین قرار دادندو آنها را رها کردند تا بمیرند. به گفته ی راینهارد، به نظر می‌رسد مومیایی‌ها «بهترین مومیایی‌های اینکاها هستند که تاکنون پیدا شده‌اند» و سایر باستان شناسان نیز همین عقیده را ابراز داشته و آنها را در زمره ی بهترین مومیایی‌های حفظ شده در جهان خوانده‌اند.
در ۲۰ ژوئن ۲۰۰۱، کمیسیون ملی موزه‌ها، بناهای تاریخی و اماکن تاریخی آرژانتین کودکان لوللیلاکو را به عنوان دارایی تاریخی ملی آرژانتین اعلام کرد. از سال ۲۰۰۷، مومیایی‌ها در موزه باستان‌شناسی در ارتفاع زیاد در شهر سالتا آرژانتین به نمایش گذاشته شده‌اند.